# Letse Wikipedia
De Letse Wikipedia (Lets: Vikipēdija) is een uitgave van de online encyclopedie Wikipedia in het Lets.
De Letse Wikipedia ging op 6 juni 2003 van start. Op 5 maart 2005 werd het duizendste artikel geschreven en op 17 augustus 2013 werd de grens van 50.000 artikelen bereikt.